# Melitaea phaira
Melitaea phaira är en fjärilsart som beskrevs av Hans Fruhstorfer 1918. Melitaea phaira ingår i släktet Melitaea och familjen praktfjärilar. Inga underarter finns listade i Catalogue of Life.